# Heinrich I. Embriaco
Heinrich I. Embriaco oder Heinrich I. von Gibelet (* nach 1. Oktober 1214; † vor 2. Juni 1271) war Herr von Gibelet in der Grafschaft Tripolis.
Er war der Sohn des Guido I. von Gibelet († 1196) und der Alix von Antiochia. Nach dem Tod seines Vaters um 1238 erbte er dessen Herrschaft Gibelet.

## Ehe und Nachkommen
Heinrich war seit 1250 mit Isabella von Ibelin, der Tochter des Balian von Ibelin, Herr von Beirut, und der Eschiva von Montbéliard verheiratet. Mit ihr hatte er fünf Kinder:
- Guido II. († 1282), Herr von Gibelet ⚭ Margarethe von Sidon, Tochter des Julian Garnier, Herr von Sidon
- Johann († 1282)
- Balduin († 1282)
- Balian († 1313)
- Maria  († vor 1290) ⚭ Balian II. Garnier, Herr von Sidon

## Konflikt mit dem Grafen von Tripolis
Im Krieg von St. Sabas 1256 besann sich Heinrich auf die genuesische Herkunft seiner Familie und schickte den Genuesen in Akkon Truppenhilfe. Damit widersetzte er sich dem ausdrücklichen Verbot seines Oberlehnsherrn Bohemund VI. von Antiochia-Tripolis. Bohemund selbst war bemüht neutral zu bleiben, sympathisierte aber mit den Venezianern, und sein Zwist mit der Sippe der Embriaco zwang ihn in die Auseinandersetzung hinein. Bis 1261 war Bohemunds Abneigung gegen seinen Lehnsmann Heinrich zu offenem Krieg aufgeflammt. Nicht nur wies Heinrich Bohemunds Oberlehnsherrlichkeit zurück und machte sich mit Hilfe der Genuesen völlig unabhängig, sondern sein Vetter Bertrand, das Oberhaupt des jüngeren Zweiges der Familie Embriaco, griff Bohemund sogar in Tripolis selbst an. Der Streit zog sich bis nach dem Tod Heinrich um 1271 hin und wurde erst 1282 entschieden als Bohemunds Sohn und Nachfolger Bohemund VII. die Burg Gibelet eroberte, und Heinrichs Söhne Guido II., Johann und Balduin hinrichten ließ.